# Maria Hudymowa
Maria Hudymowa, z domu Ignatowicz (ur. 12 stycznia 1913 w Czortkowie, zm. 22 grudnia 2017 w Koszalinie) – nauczycielka i bibliotekarka polska, uczestniczka tajnego nauczania, honorowa obywatelka Koszalina.

## Wczesne lata
Była córką Stanisława i Kazimiery z Sawickich. W 1933 ukończyła seminarium nauczycielskie w Czortkowie i podjęła pracę w szkole w Jarhorowie w powiecie buczackim. Przed wojną pracowała także w innych szkołach podstawowych w tym powiecie, od 1937 w Monasterzyskach. Złożyła z powodzeniem państwowy egzamin praktyczny i uzyskała dyplom Państwowego Wyższego Kursu Nauczycielskiego. Zajmowała się działalnością harcerską.

## II wojna światowa
W latach wojennych walczyła w szeregach Związku Walki Zbrojnej i Armii Krajowej, była komendantką Wojskowej Służby Kobiet AK Obwodu Buczacz, w 1944 (po śmierci ojca) przejęła czasowo dowództwo Obwodu Buczacz Armii Krajowej. Była kurierem oddziałów partyzanckich, w latach 1940–1945 organizowała i prowadziła tajne nauczanie w powiecie Buczacz, m.in. w Monasterzyskach. Kilka miesięcy spędziła w więzieniu śledczym NKWD. Jako weteran otrzymała stopień oficerski kapitana.

## Działalność po wojnie
W 1945 przez Chełm Lubelski dotarła do Modlina, gdzie uczestniczyła w organizacji szkół podstawowych i średnich oraz prowadziła zajęcia w szkole wojskowej miejscowego garnizonu. W 1947, w związku ze służbowym przeniesieniem męża-oficera, znalazła się w Koszalinie. Z miastem tym pozostała związana do końca życia. Była początkowo nauczycielką (i kierownikiem) w szkole podstawowej nr 1 oraz w szkole średniej dla wojska, od 1950 pracowała w Wydziale Oświaty Wojewódzkiej Rady Narodowej (m.in. jako kierownik Wydziału Opieki nad Dzieckiem). Była też kierownikiem Wydziału Pedagogicznego oraz przewodniczącym Okręgu Związku Nauczycielstwa Polskiego. W czerwcu 1956 przeszła do pracy w bibliotekarstwie, do emerytury w 1977 była zastępcą dyrektora Wojewódzkiej Biblioteki Publicznej. Przyczyniła się do budowy nowego gmachu Biblioteki. Ukończyła zaoczne studia z filologii polskiej, studia uzupełniające z pedagogiki oraz kursy bibliotekarskie.
Działała w szeregu organizacji społecznych w Koszalinie. Przez trzy kadencje była radną Wojewódzkiej Rady Narodowej, w której przewodniczyła Komisji Kultury i Oświaty oraz Komisji Opieki Społecznej. Należała m.in. do Towarzystwa Rozwoju Ziem Zachodnich (przewodniczący Komisji Wydawniczej zarządu wojewódzkiego), Stowarzyszenia "Wspólnota Polska", Towarzystwa Wiedzy Powszechnej, Stowarzyszenia Bibliotekarzy Polskich, Koszalińskiego Towarzystwa Społeczno-Kulturalnego, Klubu Pionierów przy Stowarzyszeniu Przyjaciół Koszalina, Towarzystwa Przyjaciół Pamiętnikarstwa. W 1977 zainicjowała działalność pierwszego w Polsce Klubu Nauczycieli Byłej Tajnej Oświaty, a w 1982 z jej inicjatywy powstał Konwent Byłych Nauczycieli Tajnego Nauczania, koordynujący funkcjonowanie 49 takich klubów w Polsce (została pierwszą przewodniczącą Konwentu).

## Publikacje
Była autorką regionalnych przewodników turystycznych, a także opracowała lub redagowała szereg publikacji o tematyce regionalnej i wojennej, m.in. cztery tomy wspomnień nauczycieli i słuchaczy tajnej oświaty (Szkoły, jakich nie było, 1981–1987) oraz zbiór sylwetek Nauczyciele tajnej oświaty – od 1945 r. mieszkańcy Ziemi Koszalińskiej (2009), Wschodnie losy Polaków (1998), Ksiądz Antoni Kania – kapelan Armii Krajowej Obwodu Buczacz (1994), Informacja o działalności Armii Krajowej w Obwodzie Buczacz (1995), Dowódcy i żołnierze Armii Krajowej w Obwodzie Buczackim.

## Odznaczenia
W 2011 otrzymała tytuł Honorowego Obywatela Koszalina. Była odznaczona m.in. Krzyżem Armii Krajowej, Srebrnym Krzyżem Zasługi z Mieczami, Krzyżem Partyzanckim, Medalem Wojska (trzykrotnie), Srebrnym i Złotym Krzyżem Zasługi, Krzyżem Kawalerskim i Oficerskim Orderu Odrodzenia Polski, Medalem X-lecia i XXX-lecia PRL, Medalem Rodła, Medalem Komisji Edukacji Narodowej, Złotym Medalem Zasłużony Kulturze "Gloria Artis" (2006), odznakami za zasługi dla Koszalina i za zasługi dla województwa koszalińskiego.